# Coppa del Mondo di snowboard 2012
La stagione della Coppa del Mondo di snowboard 2012 è la diciottesima edizione della manifestazione organizzata dalla Federazione Internazionale Sci; è iniziata il 28 agosto 2011 a Cardrona in Nuova Zelanda e si è conclusa il 17 marzo 2012 in Val Malenco. 
Erano in programma 26 gare maschili (5 giganti paralleli, 3 slalom paralleli, 6 snowboard cross, 3 slopestyle, 5 halfpipe e 3 big air) e 23 femminili (5 giganti paralleli, 3 slalom paralleli, 6 snowboard cross, 3 slopestyle e 5 halfipipe). È stata assegnata una Coppe del Mondo generale per il freestyle, la cui classifica è data dalla somma dei risultati delle gare di slopestyle, halfipipe e big air. Sono state inoltre assegnate le Coppe del Mondo di specialità. 
Le Coppe del Mondo generali sono state assegnate allo snowboarder italiano Roland Fischnaller ed alla svizzera Patrizia Kummer, mentre quelle freestyle al finlandese Janne Korpi e alla cinese Cai Xuetong.

## Uomini

### Risultati
| Data             | Luogo           | Spec. | Primo                                    | Secondo                                       | Terzo                                       |
| ---------------- | --------------- | ----- | ---------------------------------------- | --------------------------------------------- | ------------------------------------------- |
| 28 agosto 2011   | Cardrona        | HP    | Janne Korpi                              | Zhang Yiwei                                   | Dimi de Jong                                |
| 13 ottobre 2011  | Landgraaf       | PSL   | Roland Fischnaller                       | Aaron March                                   | Andreas Prommegger                          |
| 29 ottobre 2011  | Londra          | BA    | Janne Korpi                              | Seppe Smits                                   | Joris Ouwerkerk                             |
| 3 novembre 2011  | Saas Fee        | HP    | Jurij Podladčikov                        | Ryō Aono                                      | Janne Korpi                                 |
| 12 novembre 2011 | Barcellona      | BA    | annullata                                | annullata                                     | annullata                                   |
| 19 novembre 2011 | Stoccolma       | BA    | Niklas Mattsson                          | Michael Macho                                 | Alexey Sobolev                              |
| 15 dicembre 2012 | Telluride       | PGS   | Benjamin Karl                            | Andreas Prommegger                            | Simon Schoch                                |
| 16 dicembre 2012 | Telluride       | SBX   | Pierre Vaultier                          | Christopher Robanske                          | Nick Baumgartner                            |
| 17 dicembre 2012 | Telluride       | SBX   | Francia Pierre Vaultier Xavier de Le Rue | Stati Uniti Jonathan Cheever Nick Baumgartner | Norvegia Joachim Havikhagen Stian Sivertzen |
| 17 dicembre 2011 | Ruka            | HP    | Markus Malin                             | Steve Krijbolder                              | Aleksi Kumpulainen                          |
| 21 dicembre 2011 | Carezza al lago | PGS   | Roland Fischnaller                       | Benjamin Karl                                 | Rok Flander                                 |
| 22 dicembre 2011 | Carezza al lago | PSL   | Benjamin Karl                            | Simon Schoch                                  | Sigfried Grabner                            |
| 13 gennaio 2012  | Jauerling       | PSL   | Andreas Prommegger                       | Andrey Sobolev                                | Roland Fischnaller                          |
| 15 gennaio 2012  | Bad Gastein     | PSL   | Roland Fischnaller                       | Aaron March                                   | Rok Flander                                 |
| 19 gennaio 2012  | Veysonnaz       | SBX   | Andrey Boldykov                          | Nate Holland                                  | Pierre Vaultier                             |
| 22 gennaio 2012  | Veysonnaz       | SBX   | Nate Holland                             | Markus Schairer                               | Emanuel Perathoner                          |
| 28 gennaio 2012  | Sudelfeld       | PGS   | Sigfried Grabner                         | Lukas Mathies                                 | Andreas Prommegger                          |
| 4 febbraio 2012  | Jasná           | SBS   | annullata                                | annullata                                     | annullata                                   |
| 21 febbraio 2012 | Stoneham        | SBX   | Pierre Vaultier                          | Nikolay Olyunin                               | Jonathan Cheever                            |
| 22 febbraio 2012 | Stoneham        | PGS   | Andreas Prommegger                       | Manuel Veith                                  | Nevin Galmarini                             |
| 23 febbraio 2012 | Stoneham        | HP    | Nathan Johnstone                         | Taku Hiraoka                                  | Janne Korpi                                 |
| 25 febbraio 2012 | Stoneham        | BA    | Antoine Truchon                          | Petja Piiroinen                               | Matts Kulisek                               |
| 26 febbraio 2012 | Stoneham        | SBS   | Dimi de Jong                             | Jonathan Veersteg                             | Maxence Parrot                              |
| 2 marzo 2012     | Bardonecchia    | HP    | annullata                                | annullata                                     | annullata                                   |
| 3 marzo 2012     | Mosca           | PSL   | Roland Fischnaller                       | Simon Schoch                                  | Andreas Prommegger                          |
| 4 marzo 2012     | Bardonecchia    | SBS   | annullata                                | annullata                                     | annullata                                   |
| 10 marzo 2012    | La Molina       | PGS   | Andreas Prommegger                       | Simon Schoch                                  | Benjamin Karl                               |
| 14 marzo 2012    | Valmalenco      | SBX   | Stian Sivertzen                          | Alex Tuttle                                   | Tony Ramoin                                 |
| 16 marzo 2012    | Valmalenco      | SBX   | Konstantin Schad                         | Andrey Boldykov                               | Lluís Marin Tarroch                         |
| 17 marzo 2012    | Valmalenco      | PGS   | Roland Fischnaller                       | Manuel Veith                                  | Ingemar Walder                              |

Legenda: 

PGS = Slalom gigante parallelo 

PSL = Slalom parallelo 

SBX = Snowboard cross 

SBS = Slopestyle 

HP = Halfpipe 

BA = Big air

### Classifiche

#### Generale
| Pos. | Atleta             | Nazione  | Punti |
| ---- | ------------------ | -------- | ----- |
| 1    | Roland Fischnaller | Italia   | 5690  |
| 2    | Andreas Prommegger | Austria  | 5550  |
| 3    | Benjamin Karl      | Austria  | 4880  |
| 4    | Simon Schoch       | Svizzera | 3526  |
| 5    | Aaron March        | Italia   | 3420  |

#### Generale freestyle
| Pos. | Atleta           | Nazione     | Punti |
| ---- | ---------------- | ----------- | ----- |
| 1    | Janne Korpi      | Finlandia   | 3990  |
| 2    | Jong de Dimi     | Paesi Bassi | 2940  |
| 3    | Petja Piiroinen  | Finlandia   | 1520  |
| 4    | Nathan Johnstone | Australia   | 1500  |
| 5    | Taku Hiraoka     | Giappone    | 1295  |

#### Parallelo
| Pos. | Atleta             | Nazione  | Punti |
| ---- | ------------------ | -------- | ----- |
| 1    | Andreas Prommegger | Austria  | 6950  |
| 2    | Roland Fischnaller | Italia   | 6930  |
| 3    | Benjamin Karl      | Austria  | 5506  |
| 4    | Simon Schoch       | Svizzera | 4686  |
| 5    | Siegfried Grabner  | Austria  | 3880  |

#### Snowboard cross
| Pos. | Atleta           | Nazione     | Punti |
| ---- | ---------------- | ----------- | ----- |
| 1    | Pierre Vaultier  | Francia     | 3852  |
| 2    | Andrey Boldykov  | Russia      | 2930  |
| 3    | Nate Holland     | Stati Uniti | 2340  |
| 4    | Konstantin Schad | Germania    | 2306  |
| 5    | David Speiser    | Germania    | 2250  |

#### Halfpipe
| Pos. | Atleta           | Nazione     | Punti |
| ---- | ---------------- | ----------- | ----- |
| 1    | Janne Korpi      | Finlandia   | 2200  |
| 2    | Nathan Johnstone | Australia   | 1500  |
| 3    | Jong de Dimi     | Paesi Bassi | 1360  |
| 4    | Taku Hiraoka     | Giappone    | 1295  |
| 5    | Markus Malin     | Finlandia   | 1150  |

#### Big air
| Pos. | Atleta          | Nazione   | Punti |
| ---- | --------------- | --------- | ----- |
| 1    | Janne Korpi     | Finlandia | 1520  |
| 2    | Petja Piiroinen | Finlandia | 1280  |
| 3    | Niklas Mattsson | Svezia    | 1160  |
| 4    | Antoine Truchon | Canada    | 1078  |
| 5    | Alexej Sobolev  | Russia    | 1050  |

## Donne

### Risultati
| Data             | Luogo           | Spec. | Prima                                         | Seconda                                | Terza                                                  |
| ---------------- | --------------- | ----- | --------------------------------------------- | -------------------------------------- | ------------------------------------------------------ |
| 28 agosto 2011   | Cardrona        | HP    | Cai Xuetong                                   | Holly Crawford                         | Ursina Haller                                          |
| 13 ottobre 2011  | Landgraaf       | PSL   | Fränzi Mägert-Kohli                           | Ekaterina Tudegeševa                   | Marion Kreiner                                         |
| 3 novembre 2011  | Saas Fee        | HP    | Queralt Castellet                             | Sophie Rodriguez                       | Ursina Haller                                          |
| 15 dicembre 2012 | Telluride       | PGS   | Julia Dujmovits                               | Fränzi Mägert-Kohli                    | Amelie Kober                                           |
| 16 dicembre 2012 | Telluride       | SBX   | Lindsey Jacobellis                            | Dominique Maltais                      | Deborah Anthonioz                                      |
| 17 dicembre 2012 | Telluride       | SBX   | Francia Nelly Moenne-Loccoz Deborah Anthonioz | Canada Dominique Maltais Maëlle Ricker | Stati Uniti Lindsey Jacobellis Callan Chythlook-Sifsof |
| 17 dicembre 2011 | Ruka            | HP    | Lucile Lefevre                                | Emma Bernard                           | Ella Suitiala                                          |
| 21 dicembre 2011 | Carezza al lago | PGS   | Caroline Calvé                                | Amelie Kober                           | Marion Kreiner                                         |
| 22 dicembre 2011 | Carezza al lago | PSL   | Patrizia Kummer                               | Isabella Laböck                        | Anke Karstens                                          |
| 13 gennaio 2012  | Jauerling       | PSL   | Patrizia Kummer                               | Ekaterina Tudegeševa                   | Marion Kreiner                                         |
| 15 gennaio 2012  | Bad Gastein     | PSL   | Patrizia Kummer                               | Julie Zogg                             | Marion Kreiner                                         |
| 19 gennaio 2012  | Veysonnaz       | SBX   | Lindsey Jacobellis                            | Aleksandra Žekova                      | Dominique Maltais                                      |
| 22 gennaio 2012  | Veysonnaz       | SBX   | Lindsey Jacobellis                            | Dominique Maltais                      | Aleksandra Žekova                                      |
| 28 gennaio 2012  | Sudelfeld       | PGS   | Amelie Kober                                  | Marion Kreiner                         | Ekaterina Tudegeševa                                   |
| 4 febbraio 2012  | Jasná           | SBS   | annullata                                     | annullata                              | annullata                                              |
| 21 febbraio 2012 | Stoneham        | SBX   | Maëlle Ricker                                 | Nelly Moenne-Loccoz                    | Deborah Anthonioz                                      |
| 22 febbraio 2012 | Stoneham        | PGS   | Ekaterina Tudegeševa                          | Julia Dujmovits                        | Julie Zogg                                             |
| 23 febbraio 2012 | Stoneham        | HP    | Cai Xuetong                                   | Li Shuang                              | Haruna Matsumoto                                       |
| 26 febbraio 2012 | Stoneham        | SBS   | Charlotte van Gils                            | Brooke Voigt                           | Breanna Stangeland                                     |
| 2 marzo 2012     | Bardonecchia    | HP    | annullata                                     | annullata                              | annullata                                              |
| 3 marzo 2012     | Mosca           | PSL   | Patrizia Kummer                               | Julia Dujmovits                        | Julie Zogg                                             |
| 4 marzo 2012     | Bardonecchia    | SBS   | annullata                                     | annullata                              | annullata                                              |
| 10 marzo 2012    | La Molina       | PGS   | Patrizia Kummer                               | Amelie Kober                           | Julie Zogg                                             |
| 14 marzo 2012    | Valmalenco      | SBX   | Maëlle Ricker                                 | Aleksandra Žekova                      | Nelly Moenne-Loccoz                                    |
| 16 marzo 2012    | Valmalenco      | SBX   | Jacqueline Hernandez                          | Nelly Moenne-Loccoz                    | Zoe Gillings                                           |
| 17 marzo 2012    | Valmalenco      | PGS   | Amelie Kober                                  | Patrizia Kummer                        | Julia Dujmovits                                        |

Legenda: 

PGS = Slalom gigante parallelo 

PSL = Slalom parallelo 

SBX = Snowboard cross 

SBS = Slopestyle 

HP = Halfpipe

### Classifiche

#### Generale
| Pos. | Atleta               | Nazione  | Punti |
| ---- | -------------------- | -------- | ----- |
| 1    | Patrizia Kummer      | Svizzera | 5040  |
| 2    | Julia Dujmovits      | Austria  | 4510  |
| 3    | Marion Kreiner       | Austria  | 4410  |
| 4    | Amelie Kober         | Germania | 4380  |
| 5    | Ekaterina Tudegeševa | Russia   | 4310  |

#### Generale freestyle
| Pos. | Atleta            | Nazione | Punti |
| ---- | ----------------- | ------- | ----- |
| 1    | Cai Xuetong       | Cina    | 2000  |
| 2    | Queralt Castellet | Spagna  | 1580  |
| 3    | Emma Bernard      | Francia | 1320  |
| 4    | Li Shuang         | Cina    | 1300  |
| 5    | Lucile Lefevre    | Francia | 1290  |

#### Parallelo
| Pos. | Atleta               | Nazione  | Punti |
| ---- | -------------------- | -------- | ----- |
| 1    | Patrizia Kummer      | Svizzera | 6840  |
| 2    | Amelie Kober         | Germania | 6180  |
| 3    | Julia Dujmovits      | Austria  | 5400  |
| 4    | Marion Kreiner       | Austria  | 5310  |
| 5    | Ekaterina Tudegeševa | Russia   | 5070  |

#### Snowboard cross
| Pos. | Atleta              | Nazione     | Punti |
| ---- | ------------------- | ----------- | ----- |
| 1    | Dominique Maltais   | Canada      | 4200  |
| 2    | Maëlle Ricker       | Canada      | 3950  |
| 3    | Aleksandra Žekova   | Bulgaria    | 3760  |
| 4    | Nelly Moenne-Loccoz | Francia     | 3460  |
| 5    | Lindsey Jacobellis  | Stati Uniti | 3000  |

#### Halfpipe
| Pos. | Atleta            | Nazione | Punti |
| ---- | ----------------- | ------- | ----- |
| 1    | Cai Xuetong       | Cina    | 2000  |
| 2    | Queralt Castellet | Spagna  | 1580  |
| 3    | Emma Bernard      | Francia | 1320  |
| 4    | Li Shuang         | Cina    | 1300  |
| 5    | Lucile Lefevre    | Francia | 1290  |